# Левко Бут
Левко (Леонтій) Іванович Бут (? — після 1674) — український військовий діяч доби Гетьманщини, глухівський (1659) і ніжинський (1662, 1674) наказний полковник.

## Життєпис
Народився на Правобережній Україні. Учасник Хмельниччини. У Реєстрі 1649 року згаданий як козак Білоцерківського полку.
У 1655 році обіймав уряд ніжинського полкового писаря. У 1658 році — ніжинський сотник. У квітні 1658 року разом з Р. Ракушкою-Романовським їздив послом до Криму, вів перемови з Карач-беєм про надання військової допомоги гетьману Ів. Виговському.
У травні 1659 року призначений глухівським наказним полковником. На чолі полку здійснював рейди на прикордонні московські міста. У червні очолював гарнізон Глухова під час успішної оборони міста від війська московських воєвод Гр. Долгорукова та М. Дмітрієва.
З 1660 по 1663 рік — ніжинський полковий осавул. У березні 1660 року за поданням наказного гетьмана Т. Цецюри отримав жалувану грамоту від царя на володіння селами Киселівкою та Адамівкою — колишньою вотчиною магната Речі Посполитої Адама Киселя. Брав участь у Чуднівській битві.
У липні 1662 року деякий час був наказним ніжинським полковником. Після Чорної ради у 1663 році заарештований і засланий до Сибіру як прибічник В. Золотаренка. Спочатку перебував у Єнісейську, згодом — в Якутську.
Звільнений у 1670 році за клопотанням гетьмана Д. Многогрішного. Повернувся до Ніжина та знову став полковим осавулом. У 1674 році вдруге був наказним ніжинським полковником. Подальша доля невідома.